# Кувівчак-Сахно Галина Миколаївна
Галина Миколаївна Кувівчак, у шлюбі Кувівчак-Сахно (нар. 2 березня 1968, Борислав, Львівська область) — українська кінорежисерка, мати акторки Іванни Сахно.

## Життєпис
Галина Кувівчак народилася 2 березня 1968 року в місті Бориславі Львівської області. У 1995 році Закінчила Київський державний інститут театрального мистецтва ім. І. Карпенка-Карого (майстерня Ю. Іллєнка) (кінофакультет, майстерня Юрія Іллєнка). Після закінчення інституту працювала режисеркою-постановницею на кіностудії ім. Довженка.
Одружилася з Анатолієм Сахно. Народила сина Тараса (1993) і доньку Іванну (1997). У 2010 переїхала з сім'єю у Ванкувер, а згодом — до Лос-Анджелеса.
Співпрацює з студіями Film UA, Fresh Production UA, Star Media та іншими.
Зрежисувала стрічки: «Добрий ранок» (1995. Приз Міжнародного кінофестивалю «Молодість» і Президента України), «Крик» (1997, авторка сценарію), «З України до Голлівуду» (2019, у співавторстві зі Станіславом Сукненко)

## Фільмографія
- Зустрічна смуга (2016—2017, Україна)
- Кульбаба (2011, StarMedia)
- Здравствуй, мама! (2011, Україна)
- Вчитель музики (2008, Україна)
- Мужчина для жизни, или На брак не претендую (2008, Україна)
- Мой принц (2006, Україна)
- Женские слёзы 2006 (Україна)
- Крик (1996, Україна, документальний)
- Доброе утро (1995, Україна)
- З України до Голлівуду (2019, Україна)

### Сценаристка
- «Крик» (1996, Україна, документальний)
- «I Follow You» (2017, USA)